# Kuckuckswegwespe
Die Kuckuckswegwespe (Ceropales maculata) ist ein Hautflügler aus der Familie der Wegwespen (Pompilidae). Der Name Kuckuckswegwespe deutet auf das Verhalten von Ceropales maculata hin, ähnlich wie der Kuckuck ein Ei in das Nest einer anderen Art zu legen, wo sich die Larve schnell entwickelt und sich auf Kosten der Nachkommen der anderen Wegwespen ernährt.

## Merkmale
Die Tiere erreichen eine Körperlänge von 5,5 bis 10 Millimetern (Weibchen) bzw. 4,5 bis 7,5 Millimetern (Männchen). Das zweite und dritte Tergit des Hinterleibs ist ebenso wie die Fühler schwarz. Der Nervulus der Vorderflügel verläuft schräg. Dieser ist bei der ähnlichen Ceropales albicincta senkrecht verlaufend, zudem ist deren Fühlergeißel unterseits orangefarben. 

## Vorkommen
Die Art kommt in der gesamten Paläarktis nördlich bis zum Polarkreis vor. Sie besiedelt verschiedene sandige Lebensräume. Die Tiere fliegen in mehreren Generationen von Anfang Juni bis Ende September. Die Art ist in Mitteleuropa verbreitet anzutreffen.

## Lebensweise
Weibchen von Ceropales maculata überfallen meist gemeinsam ein Weibchen aus den Wegwespengattungen Pompilus, Arachnospila, Agenioideus, Anoplius oder Episyron und wahrscheinlich auch Priocnemis, während dieses ihrerseits eine gefangene Spinne als Beute ins Nest trägt. Während des stattfindenden Kampfes legt zumindest ein  Kuckuckswegwespen-Weibchen ein Ei in der Fächerlunge der Spinne ab. Anschließend trägt das Wirtsweibchen die Spinne in ihr Nest. Die Larve des Parasitoiden entwickelt sich schneller als die des Wirtes und frisst zunächst allenfalls vorhandene Artgenossen, anschließend die Wirtslarve und ernährt sich innerhalb der darauf folgenden 10 Tage von der Spinne, bis ihre Larvenentwicklung abgeschlossen ist. 

## Systematik
Die Kuckuckswegwespe gehört innerhalb der Unterfamilie Ceroplinae zur Tribus Ceropalini. Innerhalb der Gattung Ceropales wird sie zur Untergattung Ceropales, also Ceropales im engeren Sinn gezählt.	
Es wurden folgende Unterarten beschrieben:
- Ceropales maculata maculata (Fabricius, 1775)
- Ceropales maculata major Costa, 1888
- Ceropales maculata perligera (Costa, 1882)

## Belege